# Иво Политео
Иво Политео (Сплит, 26. јануар 1887 — Загреб, 14. октобар 1956), хрватски и југословенски правник, адвокат, публициста и политичар.

## Биографија
Рођен је у Сплиту 26. јануара 1887. године, а у Загребу је 1905. завршио класичну гимназију. Студије у права је започео у Грацу, а потом је студирао у Прагу и Загребу. Током студија, радио је у Загребу у Првој хрватској штедионици, али је 1910. године био отпуштен због синдикалног организовања. Потом је постао секретар Друштва банкарских чиновника и при њему је од 1910. до 1914. године уређивао „Вјесник Друштва банковних чиновника”. У Милану је 1911. године био један од организатора првог међународног Конгреса банковних чиновника. Од 1914. године је био члан Краљевског одбора за обнову финансијског дела Хрватско-угарске нагодбе.
У току Првог светског рата, био је мобилисан као официр у допунском батаљону сињске 22. пешадијске пуковније, а 1917. године је био при војним тужилаштвима у Мостару и Загребу, одакле је новембра 1918. године био премештен у Финансијски одсек Народног вијећа Словенаца, Хрвата и Срба. Почетком 1919. године био је при изасланству Краљевства СХС на Мировној конференцији у Паризу. Од септембра до новембра 1919. године водио је велики штрајк банковних чиновника на подручју Хрватске и Славоније. Након неуспеха овог штрајка, напустио је дужност секретара Друштва банкарских чиновника и посветио се адокатском позиву.
Истакао се као адвокат у многим политичким судским процесима. Посебно се истакао у одбрани комуниста пред судовима Краљевине Југославије. Међу познатијим процесима, из овог периода били су — процес против Алије Алијагића, атентатора на министра Милорада Драшковића, 1921. године; тзв „Бомбашки процес” против Јосипа Броза Тита, 1928. године; процес против Павла Грегорића, 1932. године и процес против Божидара Аџије, 1939. године. Такође, био је адвокат на процесу Влатку Мачеку, 1930. године и Сави Косановићу, 1932. године и др. Поред судских процеса политичким личностима, учествовао је и у низу других познатих судских процеса поводом „Нашичке афере” 1933. године, „Керстиначком случају” 1936. године и др. Покренуо је и више акција против полицијског насиља и застрашивања адвоката, као и за побољшање услова у затворима. Године 1929. покренуо је ексхумацију Ђуре Ђаковића и Николе Хећимовића, којом је оповргнут полицијски извештај о њиховој смрти. Крајем 1930-их година деловао је у Одбору за општу амнестију политичких кажњеника, залажући се за безусловну репатријацију бивших учесника Шпанског грађанског рата.
У периоду од 1921. до 1945. године био је секретар Правничког друштва у Загребу (од 1940. Хрватско правничко друштво) и уређивао је његов лист „Мјесечник”. Од 1924. до 1927. године био је секретар, а од 1927. до 1929. године председник Друштва адвоката Хрватске и Славоније, као и први председник Адвокатске коморе у Загребу, од 1929. до 1941. године. Од 1924. године био је члан сталног одбора Конгреса правника Краљевине Југославије, а од 1931. године и његов председник, а 1938. године је биран и за председика Савеза адвокатских комора Краљевине Југославије. На Правном факултету Свеучилишта у Загребу, од 1940. до 1942. године је био хонорарни наставник новоуведеног колегија радно право.
Као носилац нестраначке листе био је на изборима 1920. и 1921. године биран у Грдско заступништво Загреба, где се бавио претежно социјалним и финансијским питањима. Касније је приступио Народној социјалистичкој странци. Године 1923. се неуспешно кандидовао на изборима за Народну скупштину, а 1925. године се кандидовао за градско заступништво. Пошто му 1925. године нису прихватиле кандидатуру, због споразума Народне социјалистичке странке с Југословенском републиканском странком, након чега је напустио странку. Године 1925. иницирао је доношење Резолуције о слободи новина, коју је донело Друштво адвоката. Након увођења Шестојануарске доктатуре, 1929. године, потписао је критички проглас „Ново стање”, а пошто је на Оснивачкој скупштини Адвокатске коморе Загреба подржао апел краљу Александру за повраћај грађанских права, био је на кратко ухапшен.
Године 1934. је био коаутор тзв. „Загребачком меморандума”, који је више јавних делатника упутило Краљевском намесништву предлажући поштовање законитости, потпуну либерализацију и пуштање Влатка Мачека из затвора. Године 1935. је био посредник између Влатка Мачека и Милана Стојадиновића. На почетку постојања Независне Државе Хрватске, пред судовима је заступао оптужене за сарадњу са југословенским режимом и партизанским покретом. Марта 1942. године пред Управним судиштем покренуо неуспели поступак против одлуке повереника да мимо суда одређује браниоце по службеној дужности. Јуна 1944. године је упутио Адвокатској комори представку о делатности преких судова. Због своје делатности усташки режим га је хапсио 1942, 1943. и 1944. године. Након ослобођења Југославије, заступао је јавне личности из периода НДХ — Мила Будака, 1945. и Славка Кватерника, 1947. године. Године 1946. је био бранилац на процесу против надбискупа Алојзија Степинца. Касније је био и бранилац смењених комунистичких функционера — Душана Бркића, 1954. и Владимира Дедијера и Милована Ђиласа, 1955. године.
У периоду од 1930. до 1938. године и од 1952. до 1954. године, као југословенски представник присуствовао је конгресима и седницама Међународне уније адвоката. Године 1951. је био изабран за њеног потпредседника, а 1956. године је изабран за доживотнох и почасног председника. Године 1954. је у Бриселу изложио нацрт кодекса адвокатске етике, који је уз одрежене измене прихваћен 1959. године у Ослу.
Умро је 14. октобра 1956. године у Загребу и сахрањен је на Мирогоју.
Године 1976, поводом двадесетогодишњице смрти, Адвокатска комора Хрватске установила је признање и Плакету са његовим именом, а 1987. године, поводом стогодишњице његовог рођења, Адвокатска комора Хрватске и Адвокатски збор града Загреба су на кући у којој је становао поставили спомен-плочу.